# Rhombus Records
Rhombus Records is een Amerikaans platenlabel voor jazz (onder meer traditionele jazz en smooth jazz), fusion, blues en popmuziek. Het werd in 1986 opgericht door keyboard-speler Thom Teresi om zijn eigen platen uit te brengen, maar Teresi kwam daarna ook met albums van andere artiesten. Enkele namen: Sam Rivers, Larry Coryell, Tom Schuman, Lorraine Feather, Donald Rubinstein (onder meer een plaat met Bill Frisell), Willie Waldman (van Banyan), Eldad Tarmu, Chris Bennett, Stu Goldberg en Jimbo Ross. Het label is gevestigd in Van Nuys, Californië.